# H.E.R.
Pour les articles homonymes, voir HER.
Gabriella Wilson, dite H.E.R., née le 27 juin 1997 à Vallejo (Californie), est une auteure-compositrice-interprète et musicienne américaine.
Son nom de scène est l'acronyme de « Having Everything Revealed »,.

## Biographie

### Jeunesse
Gabriella Wilson grandit dans la région de la baie de San Francisco où elle vit avec ses parents et ses grands-parents maternels. Ils sont Philippins et sa famille paternelle est d'origine Afro-américaine. Elle passe son enfance entourée de musique et sa famille, dont son père qui est lui-même musicien, l'encourage à apprendre à jouer de plusieurs instruments. Elle en maitrise cinq dont la guitare qui est son instrument de prédilection.
En 2007, alors âgée de dix ans, elle interprète la chanson Fallin' d'Alicia Keys dans un épisode de l'émission américaine The Maury Show. Elle chante par la suite dans les émissions Today, Good Morning America et The View. En 2009, elle participe à la deuxième saison de Radio Disney's The Next BIG Thing (en).
À l'âge de quatorze ans, elle signe un contrat avec le label J Records, filiale de RCA Records. Elle fréquente durant sa jeunesse les studios d'enregistrement où elle assiste à des sessions d'enregistrement d'artistes tels que Brandy Norwood, K. Michelle, Tiara Thomas (en) ou Alicia Keys qui deviendra son mentor.
Elle se produit sur la scène des BET Awards 2014 (en) et sort son premier single nommé Something to Prove. En mars 2015, elle poste sur le site SoundCloud une reprise de la chanson Jungle de Drake,. C'est la dernière fois qu'elle poste du contenu sous le nom Gabi Wilson,.

### Depuis 2016:H.E.R.
Le 9 septembre 2016 sort son premier EP, H.E.R. Volume 1. Elle fait le choix de rester anonyme, préférant mettre en avant sa musique plutôt que sa personne. Des internautes découvrent cependant son identité grâce aux crédits de l'EP et à la chanson Jungle qui avait précédemment été publié sous le nom Gabi Wilson. Bien que son label refuse de commenter les spéculations des internautes, elles finiront par être confirmées. Ce premier EP se place finalement à la douzième place du top albums R&B américain et la première place du top iTunes R&B. En juillet 2017, il atteint douze millions d'écoutes sur le site Soundcloud. Il se veut une sorte de récit initiatique en chanson, abordant des thèmes comme les relations amoureuses, la séduction ou le conflit.
Le 16 juin 2017 est publié le deuxième EP de la chanteuse, H.E.R. Volume 2, qu'elle décrit comme « plus optimiste » et « plus fun » que le précédent. Elle fait la première partie de quelques dates de la tournée nord-américaine du chanteur Bryson Tiller avant d'entrer en scène en novembre pour sa propre première tournée nord-américaine qu'elle nomme The Lights On Tour.
En 2018, elle fait la première partie du chanteur Chris Brown pour sa tournée Heartbreak on a Full Moon. Elle enregistre en même temps un nouvel EP, I Used to Know Her: The Prelude (en), qui est un prélude à son premier album. Ce dernier, nommé H.E.R., sort le 20 octobre 2018. Il réunit ses trois premiers EPs. 
Elle confie au magazine Variety préférer le format des EPs car elle estime qu'ils correspondent plus aux nouveaux fans de musique que les LP. Elle explique que leur attention est plus limitée qu'avant et les réseaux sociaux plus importants, elle juge donc plus pertinent de produire des formats plus courts qui retiennent plus l'attention du public et qui permettent de sortir de nouveaux morceaux plus souvent, ce qui permet, selon elle, un engagement plus régulier entre le public et l'artiste.
Lors de la 61e cérémonie des Grammy Awards, elle gagne les prix du meilleur album R&B pour H.E.R. et de la meilleure prestation R&B pour Best Part (en). Elle était aussi nommée dans les catégories de l'album de l'année pour H.E.R., du meilleur nouvel artiste et de la meilleure chanson R&B pour Focus.
En 2024, elle participe au spectacle de la mi-temps du Super Bowl aux côtés de Usher et interprète l'hymne américain lors de la cérémonie de clôture des Jeux olympiques d'été de 2024.

## Discographie

### Albums de compilation
- 2018 : H.E.R. (en)
- 2019 : I Used to Know Her (en)

### EPs
- 2016 : H.E.R. Volume 1
- 2017 : H.E.R. Volume 2
- 2017 : H.E.R. Volume 2, The B Sides
- 2018 : I Used to Know Her: The Prelude (en)
- 2018 : I Used to Know Her: Part 2 (en)

## Filmographie
- 2009 : School Gyrls (en) de Nick Cannon : Gabi
- 2017 : Erma de Luciano Mario Toriello : Erma (court-métrage)
- 2021 : Yes Day de Miguel Arteta : elle-même
- 2023 : La Couleur pourpre de Blitz Bazawule

## Distinctions

### Récompenses
- Soul Train Music Awards 2018 (en) :
  - Soul Train Award de l'album de l'année (en) pour H.E.R.
  - Soul Train Award de la meilleure collaboration (en) pour Best Part (en) (avec Daniel Caesar)
- Grammy Awards 2019 :
  - Grammy Award de la meilleure prestation R&B pour Best Part (avec Daniel Caesar)
  - Grammy Award du meilleur album R&B pour H.E.R£
- Grammy Awards 2021 :
  - Grammy Award de la chanson de l'année pour I Can't Breathe (en)
- Oscars 2021 : Meilleure chanson originale : Fight for You dans le film Judas and the Black Messiah

### Nominations
- Soul Train Music Awards 2017 (en) : Soul Train Music Award du meilleur nouvel artiste (en)
- BET Awards 2018 :
  - BET Awards de la meilleure artiste féminine R&B (en)
  - BET Awards du meilleur nouvel artiste (en)
- Soul Train Music Awards 2018 (en) :
  - Soul Train Awards de la meilleure artiste féminine R&B ou soul (en)
  - Soul Train Awards de la chanson de l'année (en) pour Every Kind of Way
  - Soul Train Award du meilleur clip (en) pour Avenue
  - Prix Ashford & Simpson du meilleur auteur (en) pour Focus
  - Prix Ashford & Simpson du meilleur auteur (en) pour Best Part (avec Daniel Caesar)
- Grammy Awards 2019 :
  - Grammy Award de l'album de l'année pour H.E.R.
  - Grammy Award du meilleur nouvel artiste
  - Grammy Award de la meilleure chanson R&B pour Focus
- Golden Globes 2021 : Meilleure chanson originale : Fight for You dans le film Judas and the Black Messiah